# Live in Cook County Jail
Live in Cook County Jail – wydany w roku 1971 koncertowy album B.B. Kinga nagrywany w Cook County Jail, Chicago, Illinois 10 września 1970. Dotarł do 499 pozycji w zestawieniu magazynu Rolling Stone (Lista 500 albumów wszech czasów magazynu Rolling Stone).

## Spis utworów
| 1. | "Introductions"                                          | 1:50  |
|    |                                                          |       |
| 2. | "Every Day I Have the Blues" (Memphis Slim)              | 1:43  |
|    |                                                          |       |
| 3. | "How Blue Can You Get?" (Feather)                        | 5:09  |
|    |                                                          |       |
| 4. | "Worry, Worry" (Davis, Jules Taub)                       | 9:57  |
|    |                                                          |       |
| 5. | Medley: "3 O'Clock Blues", "Darlin' You Know I Love You" | 6:15  |
|    |                                                          |       |
| 6. | "Sweet Sixteen" (Joe Josea, King)                        | 4:20  |
|    |                                                          |       |
| 7. | "The Thrill Is Gone" (Darnell, Roy Hawkins)              | 5:31  |
|    |                                                          |       |
| 8. | "Please Accept My Love" (King, Sam Ling)                 | 4:02  |
|    |                                                          |       |
|    |                                                          | 38:47 |
|    |                                                          |       |

## Muzycy
- B.B. King – gitara, śpiew
- Wilbert Freeman – gitara basowa
- Sonny Freeman – perkusja
- John Browning – trąbka
- Louis Hubert – saksofon tenorowy
- Booker Walker – saksofon altowy
- Ron Levy - pianino